# Ceriagrion tricrenaticeps
Ceriagrion tricrenaticeps – gatunek ważki z rodziny łątkowatych (Coenagrionidae).